# Écriture humaniste

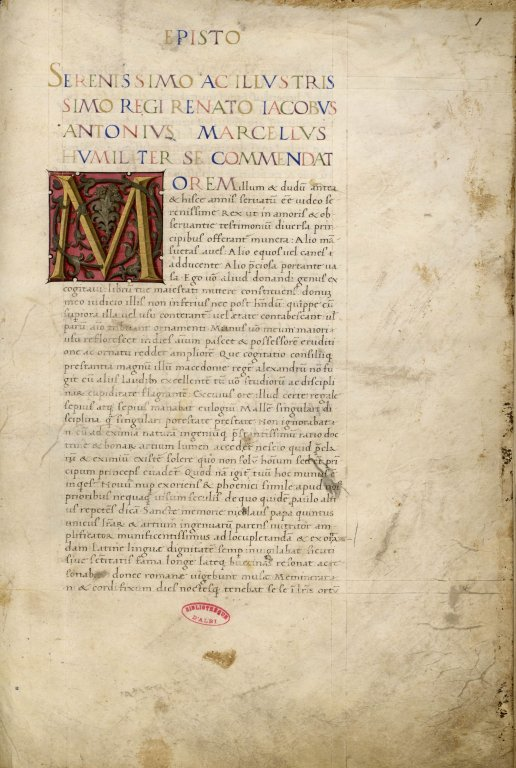
Première page du De situ orbis d'Albi par un scribe padouan du milieu du XVe siècle.

L'écriture humaniste est une écriture mise au point et utilisée au cours de la Renaissance d'abord en Italie puis dans le reste de l'Europe.

## Historique
L'apparition de la Renaissance en Italie à partir du XIVe siècle correspond à une période de recherche systématique des traces antérieures au Moyen Âge et notamment de l'écriture précédant le style gothique. Cette recherche des textes antiques, en Vénétie et à la cour d'Avignon, incite à s'intéresser aux manuscrits d'auteurs antiques copiés aux XIe et XIIe siècles en minuscule caroline. Cette écriture est alors selon eux reflet de la pureté de l'antiquité, par opposition avec l'écriture gothique jugée barbare. 
Pétrarque puis Boccace sont parmi les premiers humanistes à tenter d'utiliser une nouvelle écriture, une dérivée de l'écriture gothique et la future humaniste. Coluccio Salutati, chancelier de la république de Florence, après eux, en compagnie de Niccolò Niccoli, utilise une écriture encore plus proche de la caroline, appelée vetustioris litterae majestas. Poggio Bracciolini, son successeur à la chancellerie et employé à la curie pontificale, améliore encore cette écriture appelée désormais littera antiqua renovata. Il s'agit d'une véritable copie de la minuscule caroline. C'est ce modèle qui devient un modèle d'écriture humaniste utilisée pendant un siècle jusque dans l'imprimerie.
Cette nouvelle écriture rencontre un engouement dans toute l'Europe : tout d'abord dans le Comtat Venaissin puis dans le royaume de France. Pierre d'Ailly, Jean de Montreuil, Jean Gerson utilisent des écritures encore marquées par le gothique mais inspirée de l'humaniste italienne.
En parallèle de cette écriture de livre, se développe une écriture plus cursive adaptée à la rédaction des documents officiels, plus ronde et penchée vers la droite. Il s'agit de l'humaniste cursive. C'est cette écriture qui sert de modèle à la typographie italique qui est utilisée en imprimerie dans toute l'Europe à partir du XVIe siècle. 